# Raphismia inermis
Raphismia inermis – gatunek ważki z rodziny ważkowatych (Libellulidae). Występuje na terenach Indonezji oraz Malezji. Można ją spotkać w lasach oraz na terenach podmokłych. Jej populacja zmniejsza się.